# Gressy (Sena y Marne)
 Gressy  es una población y comuna francesa, en la región de Isla de Francia, departamento de Sena y Marne, en el distrito de Meaux y cantón de Mitry-Mory.

## Demografía
| 57 | 100 | 461 | 800 | 868 | 813 |
| Para los censos de 1962 a 1999 la población legal corresponde a la población sin duplicidades (Fuente: INSEE [Consultar]) |     |     |     |     |     |